# Attentat auf Henriette Reker
Das Attentat auf Henriette Reker am 17. Oktober 2015, einen Tag vor ihrer Wahl zur Kölner Oberbürgermeisterin, verübte der Rechtsextremist Frank S. Mit einem Messer verletzte er Reker sowie eine weitere Frau schwer, drei weitere Personen leicht. Reker war als Beigeordnete für Soziales, Integration und Umwelt der Stadt Köln auch für die kommunale Unterbringung von Flüchtlingen im Rahmen der Flüchtlingskrise in Deutschland zuständig. Die Staatsanwaltschaft ging bei der Tat von einem „eindeutig fremdenfeindlichen Hintergrund“ aus. Der Attentäter wurde später wegen versuchten Mordes zu einer Freiheitsstrafe von 14 Jahren verurteilt.

## Attentat

### Hergang

Tatort am Nachmittag nach dem Attentat (2015)

Das Attentat ereignete sich am 17. Oktober 2015, einen Tag vor der Oberbürgermeisterwahl in Köln. Die parteilose Kandidatin für das Oberbürgermeisteramt betrat gegen 9 Uhr einen Wochenmarkt im Stadtteil Braunsfeld, um an Wahlkampfständen der Kölner CDU, Grünen und FDP, die ihre Kandidatur gemeinsam unterstützten, präsent zu sein und Rosen zu verteilen. Am CDU-Stand fragte kurz darauf ein Mann Reker nach einer solchen Rose und stach ihr plötzlich mit einem 30 Zentimeter langen Bowiemesser in den Hals. Dabei wurde ihre Luftröhre fast komplett durchtrennt. Danach verletzte der Täter vier weitere Personen, eine davon schwer. Wie sich später herausstellte, trug er noch ein zweites, kleineres, sogenanntes Butterflymesser bei sich.
Um 9:04 Uhr ging ein Anruf bei der Notrufzentrale der Kölner Feuerwehr ein, um 9:09 Uhr trafen erste Einsatzkräfte der Polizei am Tatort ein. Dort wurde der Täter, dessen Überwältigung von einem zufällig anwesenden Bundespolizisten unterstützt worden war, festgenommen. Eine ebenfalls privat anwesende Ärztin leistete bis zum Eintreffen weiterer Rettungskräfte Erste Hilfe. Reker überlebte das Attentat nach einer Notoperation im Universitätsklinikum Köln. Einen Tag danach gewann sie, noch im künstlichen Koma auf der Intensivstation, die Oberbürgermeisterwahl.
In einem offenen Brief vom 6. November 2015 bedankte sich Henriette Reker unter anderem bei „den Menschen, die sich in höchster Gefahr schützend vor mich gestellt […] und geholfen haben, den Angreifer abzuwehren“, und stellte ihren Amtsantritt in Aussicht, sobald es ihr gesundheitlich möglich sei. Am 20. November 2015, nach abgeschlossener Rehabilitationsbehandlung, trat Reker schließlich ihr Amt als Oberbürgermeisterin an.

### Weitere Verletzte
Neben der eigentlichen Zielperson des Anschlags wurden vier weitere Personen verletzt, darunter die Hauptschullehrerin und CDU-Politikerin Marliese Berthmann. Berthmann wurde vom Täter mit einem Butterfly-Messer in die linke Lende gestochen und trug von dem Angriff eine Narbe davon. Die FDP-Ratsfrau Katja Hoyer erlitt eine Stichwunde an der linken Wange. Anette von Waldow (FDP) wurde durch zwei Stiche verletzt. Pascal Siemens (Grüne) erlitt einen tiefen Schnitt im rechten Arm.

## Täter
Bei dem Täter Frank S. handelt es sich laut Polizeiangaben um einen zum Tatzeitpunkt 44 Jahre alten arbeitslosen gelernten Maler und Lackierer aus Köln-Nippes, der nach Angaben der Bundesanwaltschaft aus fremdenfeindlichen Motiven gehandelt hat. Er beging die Tat Medienberichten zufolge aus Unzufriedenheit mit der Asylpolitik Rekers im Rahmen der Flüchtlingskrise. Nach Aussage des Generalbundesanwalts wollte der Täter ein Klima der Angst bei allen in Flüchtlingsunterkünften untergebrachten Personen erzeugen.
Polizeibeamten gegenüber äußerte sich Frank S. kurz nach seiner Festnahme mit den Worten „Ich wollte sie töten, um Deutschland und auch der Polizei einen Gefallen zu tun“ und „Ich wollte nicht in 20 Jahren in einer muslimisch geprägten Gesellschaft leben“. Sein politischer Hintergrund geht zurück auf die militant-neonazistische Freiheitliche Deutsche Arbeiterpartei (FAP), zu der er Anfang der 1990er Jahre Kontakt gepflegt hatte. Frank S. war zum Zeitpunkt der Tat mehrfach vorbestraft: 1996, 1997 und 1998 verurteilte das Amtsgericht Bonn ihn jeweils wegen Körperverletzung.
Ein Sperrvermerk der Akte von Frank S. bei der Agentur für Arbeit führte zu Mutmaßungen über eine mögliche Verbindung zwischen Frank S. und dem Verfassungsschutz sowie einem eventuellen Einsatz als V-Mann. Volker Beck, innenpolitischer Sprecher der Bundestagsfraktion der Grünen und Kölner Abgeordneter, erklärte, die Einstufung der Akte als geheim mache „hellhörig“. Im Rahmen einer parlamentarischen Anfrage erkundigten sich die Grünen nach Erkenntnissen des Bundeskriminalamts, der Landespolizeibehörden sowie aller Verfassungsschutzbehörden über die Hintergründe von Frank S. Eine vergleichbare Anfrage wurde von dem fraktionslosen Landtagsabgeordneten Daniel Schwerd an die nordrhein-westfälische Landesregierung gestellt. Die Aktensperre soll allerdings erst nach dem Attentat eingerichtet worden sein. Laut Jörg Rademacher, Sprecher des nordrhein-westfälischen Verfassungsschutzes, erregte Frank S. 2008 erneut die Aufmerksamkeit der Behörde, „weil er Interesse an der NPD zeigte“.

## Strafverfahren
Gegen den Täter Frank S. wurde ein Ermittlungsverfahren wegen versuchten Mordes und gefährlicher Körperverletzung in vier Fällen eingeleitet. Während einer Hausdurchsuchung am 17. Oktober fanden Ermittler eine „besenreine“ Wohnung vor, in der nichts gefunden werden konnte, „was auf seine Vergangenheit hindeutet“. Am 18. Oktober wurde er in der Justizvollzugsanstalt Köln-Ossendorf in Untersuchungshaft genommen. Am 19. Oktober übernahm Generalbundesanwalt Peter Frank die Ermittlungen. 
Frank S. wollte nach Angaben der Generalbundesanwaltschaft „ein Zeichen gegen die immer höher werdende Anzahl der von der Bundesrepublik aufgenommenen Flüchtlinge setzen“. Laut einer gemeinsamen Pressemitteilung der Staatsanwaltschaft Köln und des Polizeipräsidiums Köln vom 17. Oktober 2015 lagen nach Durchführung einer ersten psychologischen Begutachtung des Täters „keine Anhaltspunkte für den Ausschluss der Schuldfähigkeit des Angreifers“ vor. Während seiner Unterbringung in der Justizvollzugsanstalt Köln wurde ein zweites psychologisches Gutachten angefertigt, nach dem der Täter als „unterdurchschnittlich intelligent“, aber weiterhin schuldfähig angesehen wurde. Frank S. gab gegenüber Ärzten und Psychologen an, sich vor seiner Tat „Mut angetrunken“ zu haben.
Am 28. Oktober 2015 erließ die Generalbundesanwaltschaft Haftbefehl gegen den Attentäter. Am 2. Februar 2016 erhob sie Anklage gegen ihn wegen versuchten Mordes und Körperverletzung in fünf Fällen, die am Oberlandesgericht Düsseldorf vor dem Staatsschutzsenat verhandelt wurde. Am 1. Juli 2016 wurde Frank S. wegen versuchten Mordes zu einer Freiheitsstrafe von 14 Jahren verurteilt.

## Reaktionen
Das Attentat hatte eine große mediale Resonanz und wurde auch international aufgegriffen. Reker erhielt in den ersten Wochen danach über 80 Interviewanfragen, unter anderem von der New York Times und der BBC.

### Solidarisierungen

Aufruf, „jetzt erst recht“ wählen zu gehen.

Noch am Tag des Attentates bildeten zahlreiche Bürger sowie Vertreter der nordrhein-westfälischen Landespolitik vor dem Kölner Rathaus eine Menschenkette als Zeichen der Solidarität mit Reker und gegen Gewalt. Die nordrhein-westfälische Ministerpräsidentin Hannelore Kraft bezeichnete den Anschlag als „Angriff auf uns alle“.
Die irische Rockband U2 widmete Reker bei ihrem Kölner Auftritt am Tag der Tat den Song Pride. Der Gelsenkirchener Fußballverein FC Schalke 04 zeigte sich „erschüttert über das Ausmaß an Radikalisierung, Hass und Gewalt“ und übermittelte Henriette Reker öffentlich Genesungswünsche. Der Opernregisseur Bruno Berger-Gorski bringt das Attentat im Zusammenhang mit der Flüchtlingskrise in seiner Inszenierung von Josef Tals israelischer Kammeroper „Der Garten“ in der Bonner Bundeskunsthalle auf die Bühne.

### Einordnungen und Forderungen
Der damalige Bundesinnenminister Thomas de Maizière bezeichnete das Attentat als „feige“ und „weiteren Beleg für die zunehmende Radikalisierung der Flüchtlingsdebatte“. Er sei „seit langem besorgt über die hasserfüllte Sprache und gewalttätigen Aktionen“. Der damalige Bundesjustizminister Heiko Maas gab dem fremdenfeindlichen Demonstrationsbündnis Pegida eine Mitschuld, da Pegida die Hemmschwelle dafür senke, dass „aus Worten Taten werden“.
Auch Bundespolitiker verschiedener Parteien warfen Pegida vor, den Boden für den Anschlag bereitet zu haben. Der stellvertretende CDU-Bundesvorsitzende Armin Laschet forderte Pegida-Mitläufer auf, „nach Köln“ zu schauen, und warnte vor Menschen, die sich von „gefährlichen Worten und Bildern möglicherweise zu Taten anstacheln lassen“. Die SPD-Generalsekretärin Yasmin Fahimi bezeichnete die Pegida-Organisatoren als „Demokratiefeinde“ und „geistige Brandstifter“ und machte Rechte für das vergiftete Klima verantwortlich, aus dem der Anschlag erwachsen sei. Auch die Bundesvorsitzende der Linken Katja Kipping konstatierte „eine neue Unverfrorenheit, auch eine neue Gewalteskalation“, die jeden treffen könne, wenn „der braune Mob einmal loslegt. […] Pegida, AfD und Co. haben ganz klar eine gesellschaftliche Stimmung mit angeheizt, die dann zu solchen erschreckenden Übergriffen führt.“
Gerd Landsberg, Geschäftsführer des Deutschen Städte- und Gemeindebundes, forderte eine nicht näher definierte Verschärfung des Strafrechts, um Politiker besser vor Drohungen und Gewalttaten zu schützen. Droh-E-Mails und Hasskommentare sollten bei einer zentralen Sammelstelle gemeldet werden. Aiman Mazyek, Vorsitzender des Zentralrats der Muslime in Deutschland, sagte, „wenn der Täter als Langzeitarbeitsloser dargestellt wird, dann werde subtil sein rechtsradikales Vorgehen damit beschwichtigt“ und „im Bereich von religiösem Extremismus würden zu Recht zu keinem Zeitpunkt solche verharmlosenden oder erklärenden Momente mit eingeführt“.

## Wissenschaftliche Einordnung
Der Sozialpsychologe Andreas Zick vom Institut für interdisziplinäre Konflikt- und Gewaltforschung an der Universität Bielefeld erklärte, dass rechtsextremistische Hasskriminalität kein ausschließlich ostdeutsches Phänomen darstelle, und verwies auf zahlreiche Anschläge gegen Asylunterkünfte in Westdeutschland. Zick fordert die Erarbeitung von „Präventionsstrategien für Radikalisierungsprozesse“ sowie „wissenschaftliche Analysen von solchen Taten, um Frühwarnsysteme zu entwickeln“.
Für den Rechtsextremismusforscher Armin Pfahl-Traughber handelt es sich um eine „rechtsterroristische Tat“.